# Хоботов, Леонид Васильевич
Леонид Васильевич Хо́ботов (род. 23 марта 1950, Речица, Гомельская область) — белорусский художник.
Работает в области монументально-декоративной и станковой живописи.
Окончил Белорусский лицей искусств в 1970 г., Белорусский театрально-художественный институт в 1981 г. (отделение монументальной живописи). Учился у профессора Г. Х. Ващенко.
Член Союз художников СССР (с 1985 г.).
В 1986—2005 гг. — председатель творческого объединения «Немига-17».
В настоящее время заместитель председателя по выставочной деятельности Белорусского Союза Художников.
Обладатель Медали Франциска Скорины.
Автор художественного решения станции метро «Немига», живописных композиций «Долгий путь», «Приметы ночи», «Марина», «Отражение», «Преломление», «Побуждение» и многих других.

## Работы находятся в собраниях
- Национального художественного музея. Минск, Республика Беларусь;
- Государственной Третьяковской галерее (Москва, Россия);
- Министерства культуры Республики Беларусь и Российской Федерации;
- Фонды Белорусского Союза художников. Минск, Республика Беларусь;
- Музей изобразительного искусства (Сабадель, Испания).

А также частных коллекциях Беларуси, России, Франции, Испании, Канады, Израиля, Германии, США.

## Выставки Леонида Хоботова (по годам)

### Персональные
- 2011 — Персональная выставка живописи. Музей современного изобразительного искусства. (Минск, Республика Беларусь)
- 1996 — Персональная выставка, Культурный центр «Альянс Франсез» (Сабадель, Испания).
- 1996 — Персональная выставка, Галерея Марианны Гшессер (Бригслег, Австрия).
- 1995 — Персональная выставка, Национальный художественный музей Республики Беларусь (Минск, Беларусь).
- 1991 — Персональная выставка, Галерея Инге Мальтуса (Сабадель, Испания).

### Групповые
- 2013 — Выставка «Линия жизни». Дворец Румянцевых и Паскевичей, (Гомель, Беларусь).
- 2009 — Международная художественная выставка (Москва, Россия).
- 2006 — «Arte Genova» — Международная выставка (Генуя, Италия).
- 2005 — «La Biennale di Venezia». 51-я Международная выставка (Венеция, Италия).
- 2005 — «Arte Padova» — Международная выставка (Падуя, Италия).
- 2002 — Современные художники Беларуси. Музей современного изобразительного искусства (Минск, Беларусь).
- 2002 — Галерея «Эспас Карден» (Париж, Франция).
- 2002 — Выставка «Немига-17». Государственная Третьяковская галерея (Москва, Россия).
- 2000 — Художественная выставка. Музей современного искусства (Минск, Беларусь).
- 2000 — «Маятник Времени». Музей современного изобразительного искусства (Минск, Беларусь).
- 2000 — Международный художественный салон ЦДХ (Москва, Россия).
- 2000 — Галерея «Espas Albertin» (Брюссель, Бельгия).
- 2000 — Выставка белорусского искусства (Вильнюс, Литва).
- 2000 — Международная художественная выставка (Москва, Россия).
- 2000 — Современные художники Беларуси. Музей современного искусства (Минск, Беларусь).
- 2000 — Галерея «Espas Karden» (Париж, Франция).
- 1998 — Выставка белорусских художников. Коммерцбанк (Гамбург, Германия).
- 1997 — Галерея Коваленко (Эйндховен, Голландия).
- 1997 — Выставка участников Первого международного пленэра им. Марка Шагала. Галерея «Жильбел» (Минск, Беларусь).
- 1996 — Галерея Коваленко (Эйндховен, Голландия).
- 1996 — Выставка белорусского искусства. Центральный выставочный зал (Вильнюс, Литва).
- 1995 — Галерея Коваленко (Эйндховен, Голландия).
- 1995 — Галерея «Эспас Альбертин» (Брюссель, Бельгия).
- 1994 — Первый международный пленэр Марка Шагала (Витебск, Беларусь).
- 1994 — «Немига-17». Международный образовательный центр ИББ (Минск, Беларусь).
- 1994 — Выставка белорусского искусства. Дом Художника (Бонн, Германия).
- 1993 — «Немига-17». Государственный художественный музей (Минск, Беларусь).
- 1992 — Международный аукцион (Торонто, Канада).
- 1991 — Биэнальная экспозиция (Даммари-Ле-Лис, Франция).
- 1991 — Выставка «ИНСЕАД» (Фонтебло, Франция).
- 1991 — Выставка в Культурном центре Андре Мальро (Орсэ, Франция).
- 1991 — Касаль Пере Карт (Сабадель, Испания).
- 1991 — Выставка белорусской живописи (Инсбрук, Австрия).
- 1990 — Международный аукцион (Гданьск, Польша).
- 1989 — Всесоюзный пленер живописи (Фрунзе, Киргизия).
- 1989 — Всесоюзная выставка-конкурс живописи. ЦДХ (Москва, Россия).
- 1988 — Международный пленэр живописи (Ужгород, Украина).

## Публикации
- Демихина Н. Леонид Хоботов о вечных ценностях. Газета Вечерний Гродно.
- Изофатова Е. Живописное преобразование реальности: картина «Сон» Леонида Хоботова.
- Изодокументы. Современное искусство Беларуси — 12 лучших [Изоматериал]. — [Б. м.] : Антон Веселов, [2012?]. — 104 с.
- Изодокументы. Немига [Изоматериал: выставка «Немига-17», 19 апреля по 30 мая 2000 г.: [комплект репродукций] Ирина Стальная, Николай Пограновский, Валерий Буйвол, Галляш Свирын; Белорусский союз художников. — [Минск : б. и., 2000]. — 1 обложка (7 отдельных л.)
- Под знаком любви [Видеозапись]. [Минск] : Белвидеоцентр, 1998.
- Khobotov, L. Paintings / Ed.:Mikkel Veum. — Oslo. — Minsk, 1995. — [29] p.